# Índice de volumen corporal
El Índice de Volumen Corporal (Body Volume Index en inglés) ha sido propuesto como una alternativa al Índice de masa corporal (IMC), que se utiliza como un indicador de obesidad en las personas.
Mientras que el IMC se basa en la medida de la masa total del individuo, no teniendo en cuenta su localización, el IVC contempla la relación entre la masa y su distribución volumétrica en el cuerpo humano. Al respecto, algunos estudios recientes enfatizan las limitaciones de utilizar al IMC como indicador del riesgo que corre la salud de una persona.

## IVC como instrumento para la medida de la forma del cuerpo y la obesidad
El Índice de Volumen Corporal (IVC) fue concebido en el año 2000 como una forma ayudada por ordenador de medir el cuerpo humano para detectar obesidad y como un párámetro alternativo al Índice de masa corporal (IMC). El IVC mide automáticamente el Índice de masa corporal, la circunferencia de la cintura y la relación cintura-cadera.

El IVC es un parámetro que puede usarse en un escáner corporal de 3 dimensiones para determinar el riesgo por obesidad que posee una persona. El IVC puede diferenciar entre personas con el mismo IMC, pero con forma y distribución diferente de su masa.

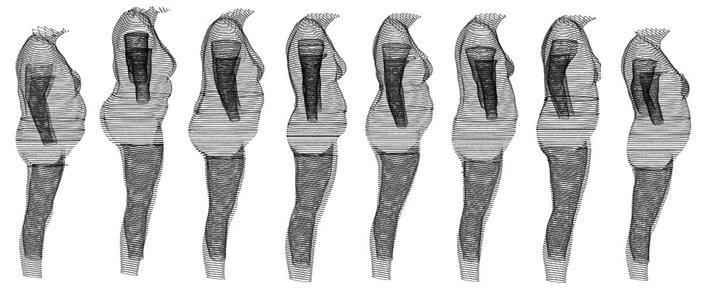
8 mujeres con el mismo IMC (IMC - 30) pero con distribución de masa y volumen abdominal diferente, por lo tanto tienen índices IVC diferentes.

Actualmente se encuentra actualmente en ensayos clínicos en los EE. UU. y Europa como parte de un proyecto de dos años de colaboración.  (enlace roto disponible en Internet Archive; véase el historial, la primera versión y la última)..
Mientras que el índice de masa corporal de una persona se mide manualmente por el peso(masa) total y la altura, el ICV se calcula usando datos tridimensionales de todo el cuerpo para determinar la distribución de masa y volumen. El ICV por lo tanto considera donde es que está localizada la grasa. En los últimos años se ha llegado al consenso de que la grasa abdominal constituye un mayor riesgo para la salud.
Un escáner superficial de cuerpo entero define la silueta tridimensional de una persona, así que este programa puede usarse para calcular los volúmenes parciales de las distintas partes del cuerpo. El ICV hace una inferencia de la distribución de grasa y masa usando los datos de la composición del cuerpo del paciente.
La mayoría de escanéres tridimensionales compatibles para el IVC necesitan que el paciente sea escaneado bajo distintas condiciones de iluminación, para recabar información de la forma del cuerpo y la distribución de su masa tanto para el tratamiento del paciente como para un análisis estadístico.
EL IVC fue concebido como un potencial reemplazo del IMC con el cambio de milenio y después de un desarrollo preliminar, el Heartlands Hospital, un centro de tratamiento de la obesidad del Reino Unido, aprobó su utilización. Seguido por la Clínica Mayo en Rochester, Minnesota.
Un estudio piloto recalcó el potencial de IVC como una herramienta de motivación para la pérdida de peso en pacientes obesos, un estudio posterior confirmó la validez del escáner para medir los marcadores antropométricos de la obesidad.
Comparando la fiabilidad de este método automático en contraposición con los métodos que implican medidas manuales se puede afirmar que el uso del escáner es un método válido y preferible para medir las circunferencias de cintura y caderas.